# Джабраїл Кадир-хан
Джабраїл Кадир-хан (д/н — 1103) — 7-й каган Східно-Караханідського ханства у 1102—1103 роках.

## Життєпис
Походив з гасанідської гілки династії Караханідів. Син Умара, кагана Східнокараханідського ханства. Отримав титул кадир-хана й управління Ферганською долиною. Відомостей про нього обмаль. Після смерті батька отримав у володіння місто Тараз. 1099 року повалив Махмуд-хана I, захопивши владу в Самарканді. Невдовзі скористався розгардіяшем в ханстві, захопивши усі землі до Амудар'ї.
1102 року захопив Східнокарахандіське ханство. Намагався відвоювати у сельджуків Термез, проте зазнав поразки, 1103 року потрапив у полон і був страчений. Йому спадкував Ахмад II Арслан-хан з династії Алідів.